# Rokle (zámek)
Rokle je klasicistní zámek ve stejnojmenné obci asi tři kilometry jihovýchodně od Kadaně v okrese Chomutov. Zámek stojí na východním okraji vesnice v areálu bývalého hospodářského dvora v nadmořské výšce 350 metrů. Od roku 1963 je chráněn jako kulturní památka.

## Historie
První písemná zmínka o Rokli je z roku 1368, kdy tvořila součást majetku města Kadaně v jejímž vlastnictví zůstala až do osamostatnění v roce 1850. Není známo, kdy přesně vznikl zdejší zámek, ale poprvé se objevuje na katastrální mapě z roku 1842 jako součást zdejšího poplužního dvora. Původně byl panským domem a patřil držiteli jednoho z místních šosovních dvorů. V roce 1847 byl zámek podle letopočtu nad vchodem přestavěn do současné podoby. Po roce 1948 patřil zámek státnímu statku, v jehož majetku zůstal až do roku 1990. Dnes je v zámku informační centrum s občerstvením.

## Stavební podoba
Jednopatrová zámecká budova má čtvercový půdorys s jehlancovou střechou. Stěny člení trojice říms: přízemní, mezipatrová a korunní a jejich omítka napodobuje bosované zdivo. Zdobí je rizality s mírně vystoupenými pilastry, které nesou trojúhelníkový tympanon. Střechu zakončuje čtyřboká věžička.